# Lendo Calendo
Leno Calendo è un brano musicale di Dan Bălan in collaborazione con la cantante moldava Tany Vander e il rapper francese Brasco, pubblicato il 18 giugno 2013. Il singolo si è dimostrato un successo in Romania, Moldavia e Russia, diventando così un tormentone estivo.

## Video musicale

### Lyric
Il videoclip lyric è stato pubblicato su YouTube il 18 maggio 2013. Le diverse grafiche si accoppiano con la tonalità della voce di ogni cantante.

### Ufficiale
Il videoclip ufficiale è stato pubblicato invece il 9 luglio 2013, diretto da Alan Badojev. Vede i due cantanti moldavi a bordo di un Chrysler 300 C e il rapper appare cantando le sue parti nella canzone in uno sfondo rosso.